# Estonian International 2007
Die Estonian International 2007 im Badminton fanden in Tallinn vom 1. bis zum 4. Juni 2007 statt. Das BWF-Level der Veranstaltung war 4 (BWF Future Series).

## Austragungsort
- Kalevi Spordihalis, Juhkentali 12

## Sieger und Platzierte
| Disziplin    | Gold                             | Silber                          | Bronze                         |
| ------------ | -------------------------------- | ------------------------------- | ------------------------------ |
| Herreneinzel | Kristian Nielsen                 | Kristian Midtgaard              | Dieter Domke                   |
| Herreneinzel | Kristian Nielsen                 | Kristian Midtgaard              | Aki Kananen                    |
| Dameneinzel  | Kati Tolmoff                     | Carola Bott                     | Akvilė Stapušaitytė            |
| Dameneinzel  | Kati Tolmoff                     | Carola Bott                     | Elena Prus                     |
| Herrendoppel | Tuomas Nuorteva Mikko Vikman     | Iwo Zakowski Jesper von Hertzen | Ants Mängel Raul Must          |
| Herrendoppel | Tuomas Nuorteva Mikko Vikman     | Iwo Zakowski Jesper von Hertzen | Kasper Lehikoinen Salim Sameon |
| Damendoppel  | Lucía Tavera Sandra Chirlaque    | Akvilė Stapušaitytė Anna Narel  | Noora Virta Oona Seppälä       |
| Damendoppel  | Lucía Tavera Sandra Chirlaque    | Akvilė Stapušaitytė Anna Narel  | Helen Reino Kulli Iste         |
| Mixed        | Anton Nazarenko Evgenia Antipova | Heimo Götschl Claudia Mayer     | Eve Jugandi Karl Kivinurm      |
| Mixed        | Anton Nazarenko Evgenia Antipova | Heimo Götschl Claudia Mayer     | Helen Reino Tuomas Nuorteva    |

## Finalergebnisse
| Disziplin    | Sieger                           | Finalist                        | Ergebnis          |
| ------------ | -------------------------------- | ------------------------------- | ----------------- |
| Herreneinzel | Kristian Nielsen                 | Kristian Midtgaard              | 21–8 21–19        |
| Dameneinzel  | Kati Tolmoff                     | Carola Bott                     | 21–12 16–21 21–16 |
| Herrendoppel | Tuomas Nuorteva Mikko Vikman     | Iwo Zakowski Jesper von Hertzen | 21–16 21–13       |
| Damendoppel  | Lucía Tavera Sandra Chirlaque    | Akvilė Stapušaitytė Anna Narel  | 22–20 21–23 21–18 |
| Mixed        | Anton Nazarenko Evgenia Antipova | Heimo Götschl Claudia Mayer     | 22–20 12–21 21–8  |

## Ergebnisse

### Herreneinzel Qualifikation
- Jani Hakkinen –  Guntis Lavrinovičs: 21-14 / 21-19
- Nikolaj Ukk –  Raimonds Cipe: 21-13 / 21-13
- Peippo Timo –  Indrek Luts: 21-13 / 21-7
- Vahur Lukin –  Petri Lehtonen: 21-17 / 15-21 / 21-18

### Herreneinzel
- Raul Must –  Mikko Vikman: 21-12 / 21-8
- Vitaliy Konov –  Raul Käsner: 21-19 / 21-13
- Steinar Klausen –  Jon Lindholm: 21-6 / 21-11
- Dieter Domke –  Tuomas Palmqvist: 16-21 / 21-16 / 21-13
- Kristian Midtgaard –  Ivan Baboschin: 21-8 / 21-10
- Markus Heikkinen –  Heimo Götschl: 21-17 / 21-17
- Henri Hurskainen –  Ingmar Seidelberg: 21-9 / 21-8
- Salim Sameon –  Iwo Zakowski: 21-16 / 21-12
- Tuomas Nuorteva –  Tauno Tooming: 21-9 / 23-21 / 22-20
- Alexander Sim –  Aleksandr Antipov: 21-5 / 21-12
- Aki Kananen –  Philipp Peter: 21-6 / 21-10
- Neven Rihtar –  Peter Fearns: 21-15 / 21-12
- Dmytro Zavadsky –  Georgios Charalambidis: 21-15 / 21-18
- Kristian Nielsen –  Kasper Lehikoinen: 22-20 / 21-18
- Henrik Tóth –  Rainer Kaljumae: 21-19 / 21-18
- Nikolaj Ukk –  Carlos Longo: 22-20 / 21-10
- Vitaliy Konov –  Raul Must: 21-15 / 14-21 / 21-17
- Dieter Domke –  Steinar Klausen: 21-12 / 15-21 / 21-16
- Kristian Midtgaard –  Markus Heikkinen: 22-20 / 18-21 / 24-22
- Henri Hurskainen –  Salim Sameon: 21-13 / 21-19
- Tuomas Nuorteva –  Alexander Sim: 21-17 / 25-23 / 21-14
- Aki Kananen –  Neven Rihtar: 21-11 / 21-17
- Kristian Nielsen –  Dmytro Zavadsky: 21-19 / 21-17
- Nikolaj Ukk –  Henrik Tóth: 21-17 / 13-21 / 21-15
- Dieter Domke –  Vitaliy Konov: 21-18 / 14-21 / 21-18
- Kristian Midtgaard –  Henri Hurskainen: 22-20 / 12-21 / 21-11
- Aki Kananen –  Tuomas Nuorteva: 21-13 / 21-16
- Kristian Nielsen –  Nikolaj Ukk: 18-21 / 21-16 / 21-16
- Kristian Midtgaard –  Dieter Domke: 18-21 / 21-16 / 21-10
- Kristian Nielsen –  Aki Kananen: 21-14 / 21-17
- Kristian Nielsen –  Kristian Midtgaard: 21-8 / 21-19

### Dameneinzel
- Anna Narel –  Getter Saar: 21-9 / 21-6
- Laura Vana –  Oona Seppälä: 21-17 / 21-14
- Noora Virta –  Ketly Freirik: 21-10 / 21-13
- Kristīne Šefere –  Evgenia Antipova: 21-14 / 21-19
- Andrea Žvorc –  Olga Kozlova: 21-0 / 21-0 / 21-0
- Karoliine Hõim –  Madara Pukite: 24-22 / 21-3
- Helen Reino –  Oksana Jaciuk: 21-18 / 21-10
- Iida Korhonen –  Teder Gerda: 21-13 / 21-14
- Kati Tolmoff –  Anna Narel: 21-6 / 21-11
- Sandra Chirlaque –  Laura Vana: 14-21 / 21-11 / 21-17
- Akvilė Stapušaitytė –  Noora Virta: 21-12 / 21-10
- Claudia Mayer –  Kristīne Šefere: 22-20 / 21-18
- Andrea Žvorc –  Nina Weckström: 11-21 / 22-20 / 21-14
- Elena Prus –  Karoliine Hõim: 21-19 / 18-21 / 21-13
- Carola Bott –  Helen Reino: 21-16 / 21-11
- Lucía Tavera –  Iida Korhonen: 21-9 / 21-3
- Kati Tolmoff –  Sandra Chirlaque: 21-8 / 21-13
- Akvilė Stapušaitytė –  Claudia Mayer: 21-15 / 21-15
- Elena Prus –  Andrea Žvorc: 21-12 / 21-17
- Carola Bott –  Lucía Tavera: 20-22 / 21-14 / 21-16
- Kati Tolmoff –  Akvilė Stapušaitytė: 21-8 / 21-16
- Carola Bott –  Elena Prus: 21-12 / 16-21 / 21-16
- Kati Tolmoff –  Carola Bott: w.o.

### Herrendoppel
- Andres Aru /  Kristo Kasela –  Jon Lindholm /  Philipp Peter: 18-21 / 21-19 / 23-21
- Anton Nazarenko /  Ivan Baboschin –  Vitaliy Konov /  Dmytro Zavadsky: 21-19 / 21-19
- Iwo Zakowski /  Jesper von Hertzen –  Indrek Luts /  Patrick Rang: 21-7 / 22-20
- Rainer Kaljumae /  Tauno Tooming –  Raimonds Cipe /  Guntis Lavrinovičs: 21-14 / 21-8
- Ants Mängel /  Raul Must –  Aleksei Kuplinov /  Konstantin Sarapultsev: 21-13 / 18-21 / 21-16
- Andres Aru /  Kristo Kasela –  Aki Kananen /  Markus Heikkinen: 13-21 / 21-15 / 21-18
- Kristian Midtgaard /  Kristian Nielsen –  Anton Nazarenko /  Ivan Baboschin: 21-19 / 11-21 / 21-18
- Mikko Vikman /  Timm Stern –  Indrek Küüts /  Meelis Maiste: 21-14 / 21-14
- Karl Kivinurm /  Vahur Lukin –  Jani Hakkinen /  Peippo Timo: 21-11 / 21-13
- Kasper Lehikoinen /  Salim Sameon –  Ingmar Seidelberg /  Raul Käsner: 21-12 / 21-16
- Iwo Zakowski /  Jesper von Hertzen –  Rainer Kaljumae /  Tauno Tooming: 21-17 / 21-12
- Ants Mängel /  Raul Must –  Andres Aru /  Kristo Kasela: 21-11 / 21-15
- Mikko Vikman /  Timm Stern –  Kristian Midtgaard /  Kristian Nielsen: 15-21 / 21-12 / 21-18
- Kasper Lehikoinen /  Salim Sameon –  Karl Kivinurm /  Vahur Lukin: 21-15 / 17-21 / 21-13
- Iwo Zakowski /  Jesper von Hertzen –  Ants Mängel /  Raul Must: 18-21 / 21-14 / 21-15
- Mikko Vikman /  Timm Stern –  Kasper Lehikoinen /  Salim Sameon: 21-18 / 21-11
- Mikko Vikman /  Timm Stern –  Iwo Zakowski /  Jesper von Hertzen: 21-16 / 21-13

### Damendoppel
- Noora Virta /  Oona Seppälä –  Esta Uudekull /  Relika Reinmann: 21-13 / 21-16
- Lucía Tavera /  Sandra Chirlaque –  Karoliine Hõim /  Laura Vana: 21-14 / 21-18
- Akvilė Stapušaitytė /  Anna Narel –  Kristīne Šefere /  Madara Pukite: 21-14 / 21-12
- Helen Reino /  Kulli Iste –  Evgenia Antipova /  Olga Kozlova: 0-21 / 0-21 / 0-21
- Lucía Tavera /  Sandra Chirlaque –  Noora Virta /  Oona Seppälä: 21-8 / 21-12
- Akvilė Stapušaitytė /  Anna Narel –  Helen Reino /  Kulli Iste: 21-17 / 21-13
- Lucía Tavera /  Sandra Chirlaque –  Akvilė Stapušaitytė /  Anna Narel: 22-20 / 21-23 / 21-18

### Mixed
- Guntis Lavrinovičs /  Kristīne Šefere –  Aleksei Kuplinov /  Laura Vana: 27-25 / 18-21 / 21-14
- Karl Kivinurm /  Eve Jugandi –  Ivan Baboschin /  Olga Kozlova: 21-0 / 21-0 / 21-0
- Ants Mängel /  Karoliine Hõim –  Kasper Lehikoinen /  Lida Korhonen: 21-18 / 21-19
- Tuomas Nuorteva /  Helen Reino –  Raimonds Cipe /  Ayaka Takahashi: 21-14 / 21-17
- Anton Nazarenko /  Evgenia Antipova –  Rainer Kaljumae /  Ketly Freirik: 21-14 / 21-12
- Heimo Götschl /  Claudia Mayer –  Guntis Lavrinovičs /  Kristīne Šefere: 21-12 / 21-11
- Karl Kivinurm /  Eve Jugandi –  Jesper von Hertzen /  Oona Seppälä: 21-9 / 26-24
- Tuomas Nuorteva /  Helen Reino –  Ants Mängel /  Karoliine Hõim: 21-14 / 21-16
- Anton Nazarenko /  Evgenia Antipova –  Iwo Zakowski /  Noora Virta: 21-13 / 21-11
- Heimo Götschl /  Claudia Mayer –  Karl Kivinurm /  Eve Jugandi: 21-12 / 21-12
- Anton Nazarenko /  Evgenia Antipova –  Tuomas Nuorteva /  Helen Reino: 15-21 / 21-18 / 24-22
- Anton Nazarenko /  Evgenia Antipova –  Heimo Götschl /  Claudia Mayer: 22-20 / 12-21 / 21-8